# Klewen (Fluss)
Der Klewen (ukrainisch und russisch Клевень) ist ein 113 km langer, rechter Nebenfluss des Seim in Russland und der Ukraine. Er entwässert ein Einzugsgebiet von 2660 km² und hat ein Gefälle von 0,36 m/ km.

## Verlauf
Der Fluss entspringt im Südwesten des Mittelrussischen Landrückens im Süden der russischen Oblast Brjansk nahe der Fernstraße M3/E 101 und fließt zunächst nach Süden. Nach wenigen Kilometern stößt er auf das ukrainische Dorf Sopytsch. Von dort aus bildet er über eine größere Strecke die Grenze zwischen der ukrainischen Oblast Sumy und der russischen Oblast Kursk, wobei er seine Fließrichtung vorwiegend nach Südwesten ändert, bis er schließlich am Südrand des Dorfes Kamin in der ukrainischen Oblast Sumy in den Seim mündet.

## Nebenflüsse
Die wichtigsten Nebenflüsse des Klewen sind:
Linke Zuflüsse:
- Obesta (ukrainisch Обеста), 52 km lang, Einzugsgebiet 518 km²
- Berjuschka (ukrainisch Берюшка), 23 km lang, Einzugsgebiet 195 km²

Rechte Zuflüsse:
- Loknja (ukrainisch Локня), 28 km lang, Einzugsgebiet 236 km²
- Esman (ukrainisch Есмань), 50 km lang, Einzugsgebiet 634 km²
- Worholka (ukrainisch Ворголка), 18 km lang, Einzugsgebiet 132 km²